# フェリックス・クラウス
フェリックス・クラウス（Felix Klaus、1992年9月13日 - ）は、ドイツのサッカー選手。フォルトゥナ・デュッセルドルフ所属。ポジションはMF。父のフレット・クラウスも元サッカー選手である。

## 経歴

### クラブ
5歳の時にSVベセンゼルでサッカーを始め、父の引退と指導者への転身に伴いSCヴァイスマインなどのユースチームでプレーをした。
2006年からSpVggグロイター・フュルトの下部組織で育ち、2010年11月6日に行われた2. ブンデスリーガのMSVデュースブルク戦でトップチームデビューを果たした。
2013年5月、ブンデスリーガでのプレーを希望してSCフライブルクへ移籍。フライブルクでは攻撃的なポジションを務め、2シーズンの間にリーグ戦52試合に出場し7得点を記録した。
2015年6月、ハノーファー96へ移籍した。契約期間は2019年6月30日までの4年で、移籍金は約250万ユーロと推定される。

### 代表
代表レベルではU-17ドイツ代表やU-21ドイツ代表などに招集された経験を持つ。U-21ドイツ代表としては2015年6月にチェコで開催されたUEFA U-21欧州選手権2015に招集され、グループリーグのU-21デンマーク代表戦と準決勝のU-21ポルトガル代表戦に出場した。

## 代表歴

### 出場大会
- U-21ドイツ代表
  - 2015年 - UEFA U-21欧州選手権2015（ベスト4）